# 排煙脱硫

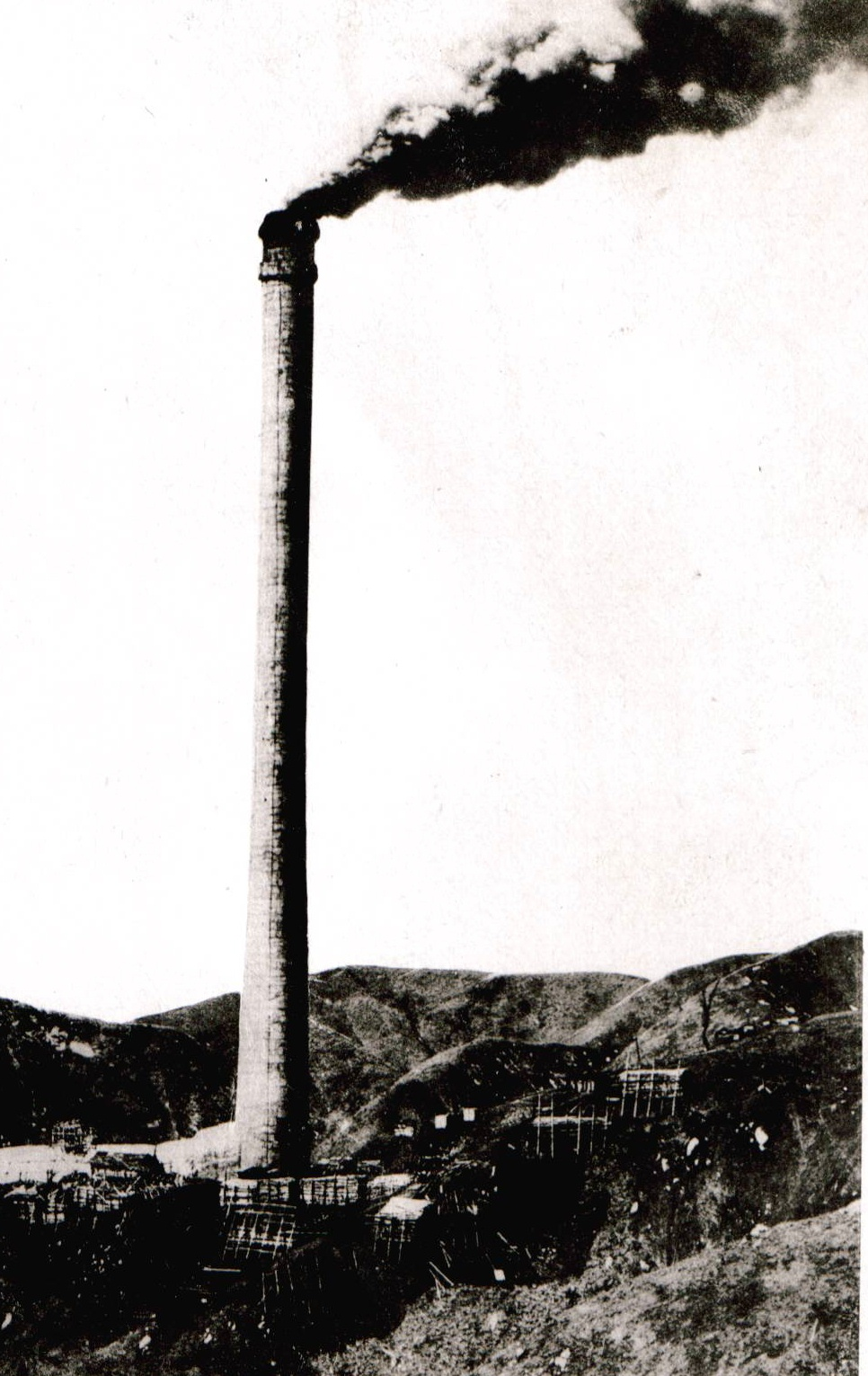
日立鉱山の大煙突。脱硫技術が発達するまではなるべく高い煙突で拡散放出していたが、解決には至らず操業制限などを余儀なくされていた。

排煙脱硫（はいえんだつりゅう）とは、排ガスから硫黄酸化物（SOx）を除去する技術である。
石炭火力発電所、ごみ焼却施設のほか、船舶にも用いられる。

## 方法
アルカリ性の物質と中和させる湿式法の使用が主流である。

### 湿式法
海水をワンパスさせる方法（オープンループ法）とアルカリ性の薬剤を溶かした液を循環させる方法（クローズドループ法）の2つに大別される。海水を使えば薬剤コストを節約できるが、排出規制により広い海域の船舶しか使うことが出来ない。
薬剤には水酸化ナトリウムや石灰、水酸化マグネシウムなどが用いられる。

## 排煙脱硫以外の方法
あらかじめ水素化脱硫などを通して燃料自体から除去し、硫黄酸化物の発生を未然に防ぐ。航空機など脱硫装置を搭載する余裕がない機械にとっては特に重要。